# Jaime Drummond, 4.° Conde de Perth
‎Jaime Drummond, 1.º Duque de Perth‎ (James Drummond‎; 1648 - 11 de maio de 1716), também ‎‎4.º Conde de Perth‎‎ e ‎‎7.º Lorde Drummond‎‎, foi um estadista ‎‎escocês,‎‎ e ‎‎jacobita.

## Carreira política
‎Em 1678, foi nomeado membro do ‎‎Conselho Privado Escocês‎‎ e apoiou a política de ‎‎Lorde Lauderdale‎‎ de desistir dos condados ocidentais descontentes da Escócia para incursões nas terras altas, antes de se juntar à facção ‎‎de Hamilton‎‎ em oposição a Lauderdale. Depois da aposentadoria de Lauderdale em 1680, ele foi um dos ‎‎Comitês dos Sete‎‎ que gerenciava assuntos escoceses. ‎‎Ele foi nomeado ‎‎Lorde Juiz General‎‎ em 1682 e um Senhor Extraordinário da Sessão em 16 ‎‎de‎‎ novembro do mesmo ano. Ele introduziu o uso do parafuso de ‎‎polegar‎‎ na Escócia. Ele também foi ‎‎Lorde Chanceler da Escócia‎‎, 1684-1688‎ 